# Réserve naturelle régionale des Jasseries de Colleigne
La réserve naturelle régionale des Jasseries de Colleigne (RNR75) est une réserve naturelle régionale (RNR) de la région Auvergne-Rhône-Alpes. Elle fut créée en 1985 sous forme d'une réserve naturelle volontaire sur 55,67 hectares dans les monts du Forez. Son classement en RNR a été validé en 2009 et sa surface a été étendue pour couvrir actuellement une superficie de 285 hectares. Elle protège des milieux ouverts dans un secteur des Hautes Chaumes du Forez.

## Localisation

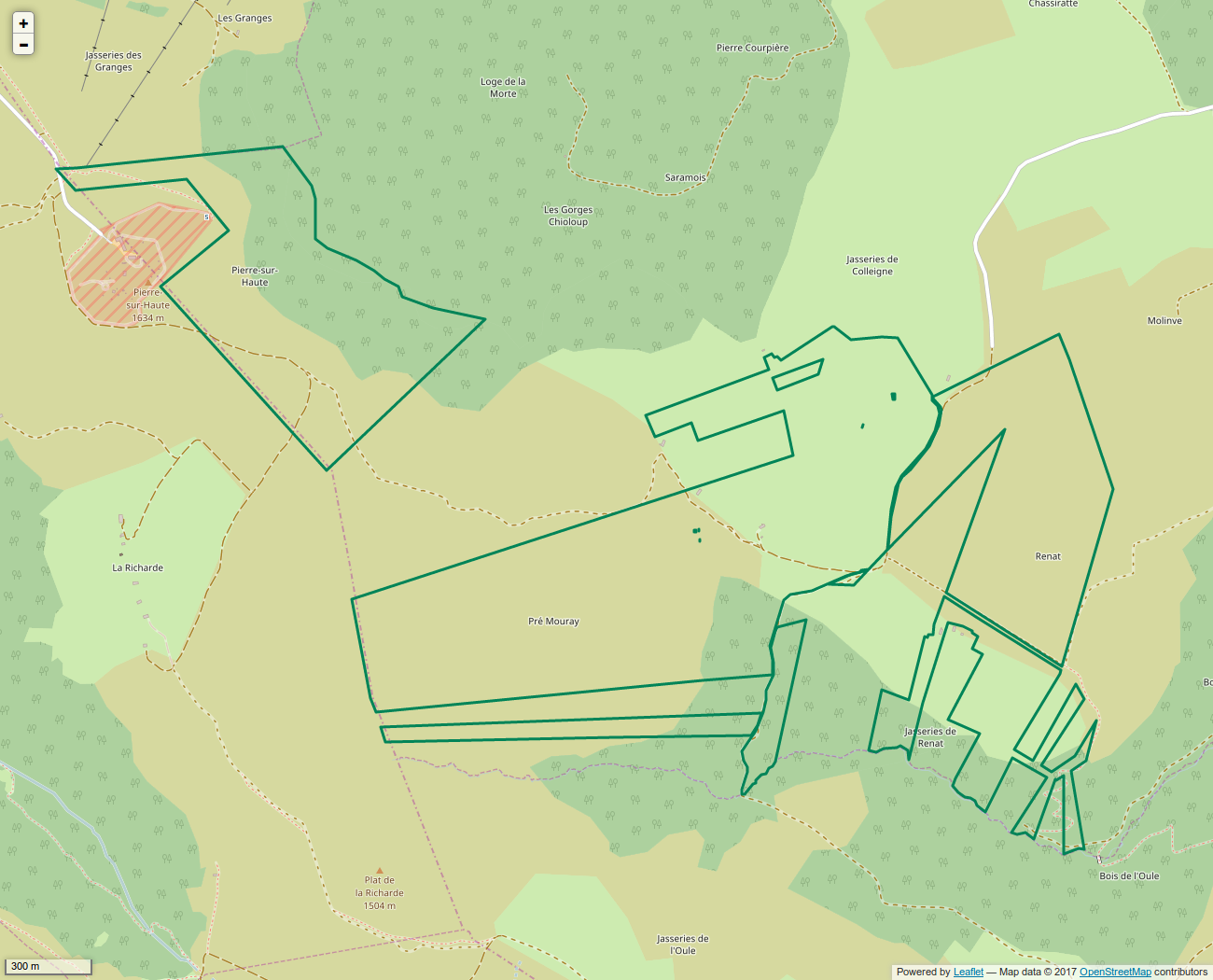
Périmètre de la réserve naturelle.

La réserve est située dans le département de la Loire (42), en région Rhône-Alpes, dans les monts du Forez et sur la commune de Sauvain. Elle se situe un peu plus bas que la station hertzienne de Pierre-sur-Haute, à une altitude comprise entre 1 300 m et 1 600 m.
Le terme « jasserie » est fréquemment employé dans les montagnes du Pilat et les monts du Forez. Il est issu du bas latin « jacium », mot désignant le « gîte », c'est-à-dire le « lieu où l'on gît, où l'on est couché ». Il désignait initialement les estives où les troupeaux étaient conduits à la belle saison, mais, au fil du temps et par métonymie, il a fini par s'appliquer à la grange située sur ces prés.

## Histoire du site et de la réserve
Une réserve naturelle volontaire a été créée par le décret du 25 novembre 1985 paru au Journal Officiel pour une surface de 55,67 hectares. En octobre 2009, la RNR des Jasseries de Colleigne a été classée pour une superficie de 285 hectares et le nouveau règlement de la RNR a été validé par le Conseil régional Rhône-Alpes. Elle a été inaugurée officiellement par la région Rhône-Alpes et les élus locaux le lundi 4 juillet 2011.

## Écologie (biodiversité, intérêt écopaysager…)

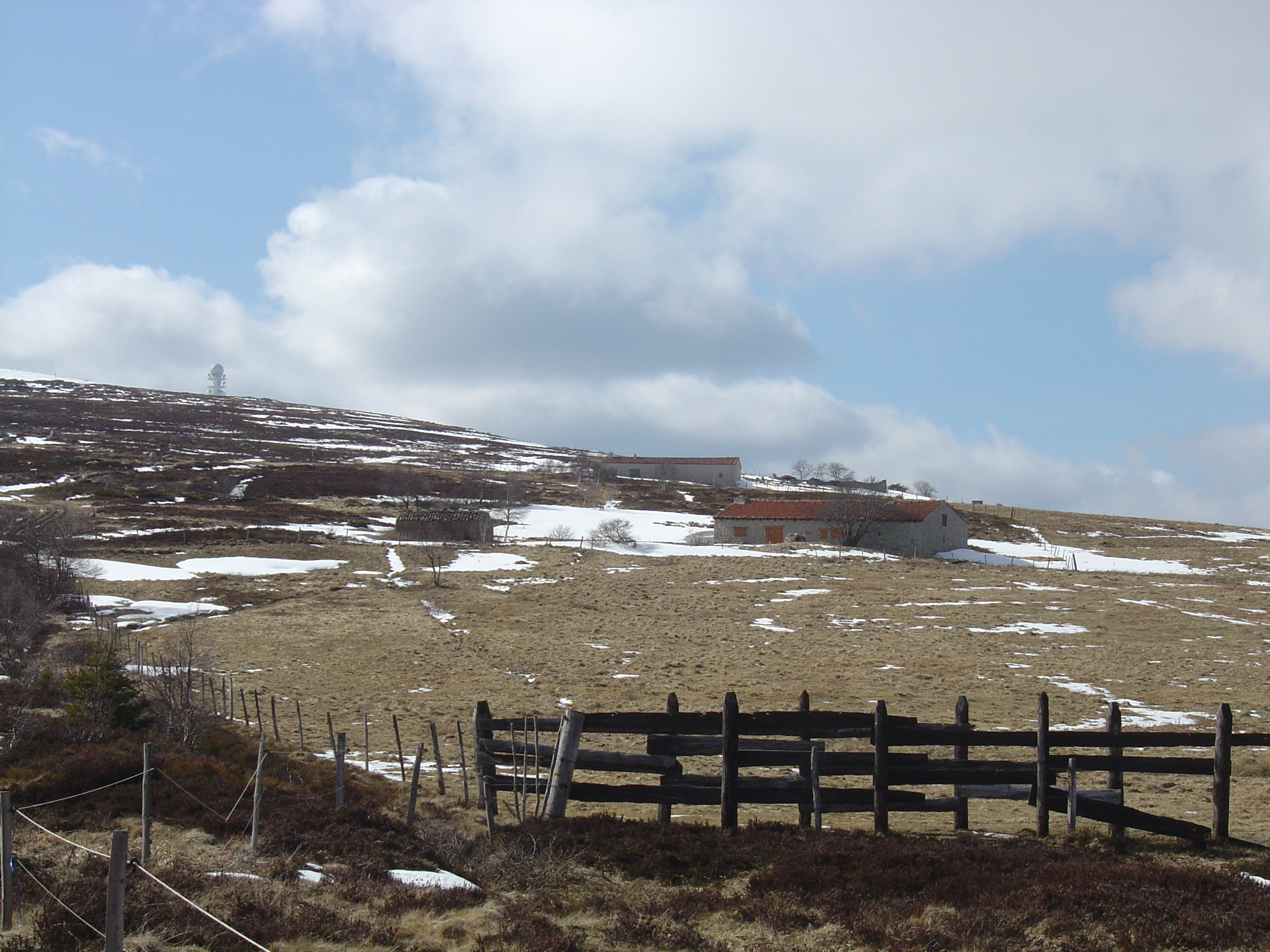
Les jasseries de Colleigne

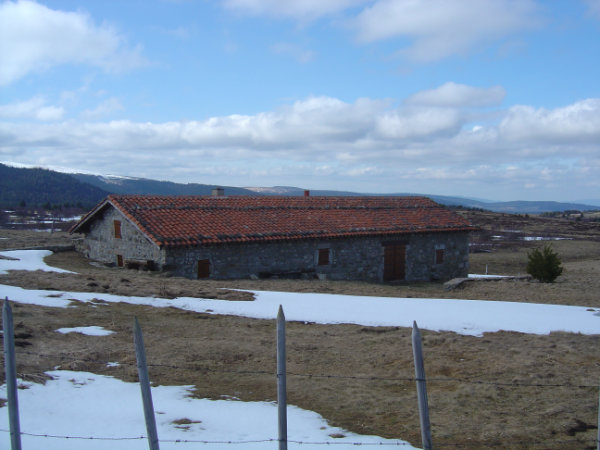
Autre jasserie plus bas dans la réserve.

L'intérêt du site est lié à la présence de milieux ouverts, en forte régression en France.

### Flore
La réserve naturelle est située sur le secteur des Hautes Chaumes du Forez. La flore est composée d'une mosaïque de milieux ouverts (landes, pelouses, tourbières, prairies, formations à hautes herbe) et fermés (hêtraie-sapinière naturelle). Les landes se maintiennent grâce à l'activité pastorale extensive pratiquée sur la réserve. Elle abrite seize espèces végétales protégées.
Parmi la flore répertoriée, on peut compter le Lycopode inondé, l’Andromède, la Droséra, le Lis martagon ou encore la Canneberge.

### Faune
La réserve abrite des espèces comme l'Alouette lulu, la Caille des blés ou encore des Busards. D'autres rapaces plus généralement présents dans les monts du Forez peuvent y chasser comme le Milan royal, l'Épervier ou le Circaète Jean-le-Blanc ou plus communément encore les faucons.
La réserve protège deux types de papillons menacés d'extinction : le Damier de la succise et le Nacré de la canneberge.

## Intérêt touristique et pédagogique
Des panneaux indiquent aussi aux promeneurs la liste des actions interdites sur le site (jet de déchets, feux, campement…). Des visites sont organisées par le gestionnaire.

## Administration, plan de gestion, règlement
La réserve naturelle est gérée par le Conservatoire d'espaces naturels de Rhône-Alpes. L'un des objectifs du plan de gestion est de préserver les tourbières et pelouses fragiles. Aussi, les rares forêts des Hautes-Chaumes notamment dans la vallée glaciaire de Chorsin où se trouvent hêtres et sapins font l’objet d’un suivi et ne sont pas exploités par la filière du bois. Un comité consultatif de la réserve est en place pour veiller à toutes ces actions.
La gestion garantit en outre une agriculture pastorale et un élevage extensif plus respectueux de l’environnement.

### Outils et statut juridique
L'arrêté de création de la RNV date du 25 novembre 1985. La réserve naturelle régionale a été classée par une délibération du 27 octobre 2009.